# Gotley Glacier
Gotley Glacier är en glaciär på ön Heard Island i Heard- och McDonaldöarna (Australien).  Arean är 27,0 kvadratkilometer. 